# Afrikaspiele 2007/Reiten
Die Wettkämpfe im Reiten bei den Afrikaspielen 2007 wurden vom 14. bis zum 21. Juli 2007 in Algier, Algerien ausgetragen. Sie wurden von der Association of National Olympic Committees of Africa  organisiert. Es waren die ersten Reitwettbewerbe bei Afrikaspielen.
Vom 18.-21 Juli wurden die Springwettbewerbe im Centre Equestre LIDO ausgetragen. Die Wettbewerbe im Distanzreiten fanden vom 14.-15. Juli im Centre Equestre de Maramene statt.

## Medaillen
| Distanzreiten Einzel | Karim Djebli                                                                                   | Abderrahmane Saïdi                                                                                           | Khaled Terhoun                                                             |  |  |  |
| Distanzreiten Equipe | Karim Djebli Ahmed Fayed Mohamed Rabei Rafik Bedidi                                            | Carrie van Niekerk Naomi Muller Thia Van Niekerk Willa Botland                                               | Libyen                                                                     |  |  |  |
|                      |                                                                                                | |                                                                            |  |  |  |
| Springen Einzel      | Amar Aït Lounis                                                                                | Mohamed Amine Hadjadjen                                                                                      | Abdelmadjid Abdelatif Abu Shkiwa                                           |  |  |  |
| Springen Equipe      | Bouabdellah Oukil Abdelkader Benharrats Mohamed Amine Hadjadjen Amar Aït Lounis Ahmed Derouche | Abdulfattah Mletan Abdelmadjid Abdelatif Abu Shkiwa Ashraf Al Ashael Mohamed Al Ashael Tarek Abdelkader Sbei | Bongani Ncube Jonathan Clarke Robert Alexander Tracey Cockbain Tracy Davis |  |  |  |